# Хожаево (платформа)
Хожа́ево — железнодорожная платформа в Ярославле, расположена рядом с промзоной нефтеперерабатывающего завода, на пересечении с дорогой от неё к садовым участкам (в настоящее время переезда нет).
272 километра от Москвы (Ярославского вокзала). Остановочный пункт электричек южного направления (Ростов, Александров I и обратно в Ярославль).
Открыта в 1904 году.
В настоящее время не существует (хотя и присутствует на картах): поезда здесь не останавливаются, никаких следов платформ нет. Рядом находится пункт параллельного соединения «Хожаево» (виден на второй фотографии).